# El Último Vagón (groupe)
Pour les articles homonymes, voir El último vagón.
El Último Vagón est un groupe de pop rock espagnol, originaire de Majadahonda, à Madrid. Il se compose de Enrico Bosco (chant), David Infantes (guitare rythmique), Chandru Chatlani (guitare solo) et Alejandro Tuya (claviers).

## Histoire

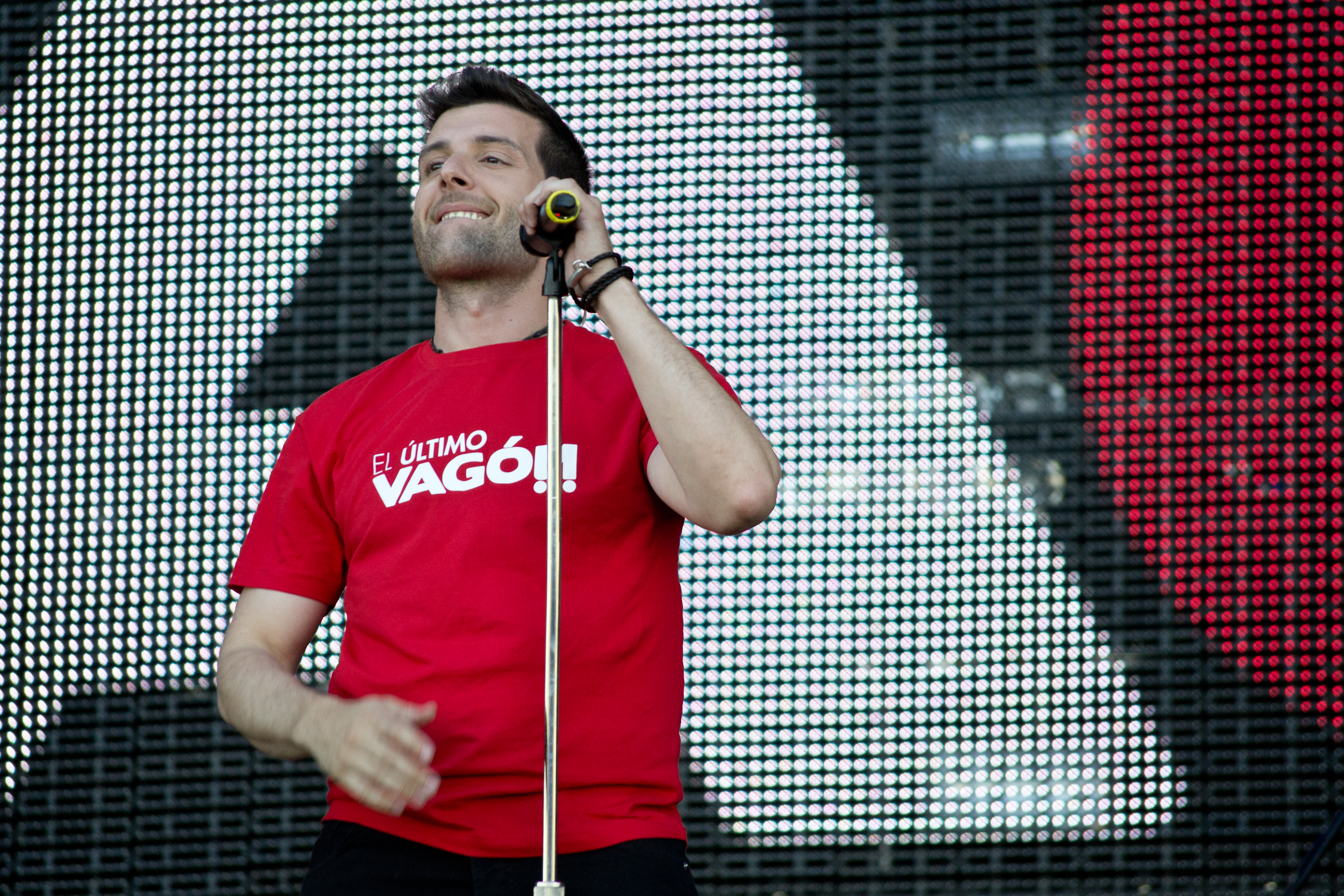
Enrico Bosco, chanteur du groupe.

Après avoir joué pendant un certain temps dans différentes salles de concert de Madrid et malgré les complications liées aux débuts dans le monde de l'enregistrement, ils sortent leur première démo avec le soutien des producteurs Goar Iñurrieta et Armando de Bohemia, et après la répercussion de leurs chansons sur les réseaux sociaux, ils travaillent avec le producteur Fernando Montesinos pour sortir leur premier album, Otra opción,. Leur premier single s'intitule Polos opuestos,.
En juillet 2012, ils se sont produits au Rock in Rio de Madrid, partageant l'affiche avec Amaia Montero et Carl Cox, un remplaçant après l'annulation du concert de Rihanna. Le deuxième single, également issu du premier album, sort en août 2012. La sortie de leur deuxième album est annoncée pour la fin de l'année 2012.

## Discographie
- 2011 : Otra opción